# 1990-es labdarúgó-világbajnokság (keretek)
A csapatok összeállításai az 1990-es labdarúgó-világbajnokság kezdetén így alakultak:

## A csoport

### Ausztria
Szövetségi kapitány: Josef Hickersberger
| Szám | Poszt | Név                 | Születési dátum (Kor)          | Vál. | Klub            |
| ---- | ----- | ------------------- | ------------------------------ | ---- | --------------- |
| 1    | K     | Klaus Lindenberger  | 1957. május 28. (33 éves)      |      | Swarovski Tirol |
| 2    | V     | Ernst Aigner        | 1966. október 31. (23 éves)    |      | Austria Wien    |
| 3    | V     | Robert Pecl         | 1965. november 15. (24 éves)   |      | Rapid Wien      |
| 4    | V     | Anton Pfeffer       | 1965. augusztus 17. (24 éves)  |      | Austria Wien    |
| 5    | V     | Peter Schöttel      | 1967. március 26. (23 éves)    |      | Rapid Wien      |
| 6    | KP    | Manfred Zsak        | 1964. december 22. (25 éves)   |      | Austria Wien    |
| 7    | KP    | Kurt Russ           | 1964. november 23. (25 éves)   |      | FC Wiener       |
| 8    | KP    | Peter Artner        | 1966. május 20. (24 éves)      |      | Admira Wacker   |
| 9    | CS    | Toni Polster        | 1964. március 10. (26 éves)    |      | Sevilla         |
| 10   | KP    | Manfred Linzmaier   | 1962. augusztus 27. (27 éves)  |      | Swarovski Tirol |
| 11   | KP    | Alfred Hörtnagl     | 1966. szeptember 24. (23 éves) |      | Swarovski Tirol |
| 12   | KP    | Michael Baur        | 1969. április 16. (21 éves)    |      | Swarovski Tirol |
| 13   | KP    | Andreas Ogris       | 1964. október 7. (25 éves)     |      | Austria Wien    |
| 14   | CS    | Gerhard Rodax       | 1965. augusztus 29. (24 éves)  |      | Admira Wacker   |
| 15   | CS    | Christian Keglevits | 1961. január 29. (29 éves)     |      | Rapid Wien      |
| 16   | V     | Andreas Reisinger   | 1963. október 14. (26 éves)    |      | Rapid Wien      |
| 17   | KP    | Heimo Pfeifenberger | 1966. december 29. (23 éves)   |      | Rapid Wien      |
| 18   | V     | Michael Streiter    | 1966. január 19. (24 éves)     |      | Swarovski Tirol |
| 19   | CS    | Gerald Glatzmayer   | 1968. december 14. (21 éves)   |      | FC Wiener       |
| 20   | KP    | Andreas Herzog      | 1968. szeptember 10. (21 éves) |      | Rapid Wien      |
| 21   | K     | Michael Konsel      | 1962. március 6. (28 éves)     |      | Rapid Wien      |
| 22   | K     | Otto Konrad         | 1964. november 1. (25 éves)    |      | Sturm Graz      |

### Csehszlovákia
Szövetségi kapitány: Jozef Vengloš
| Szám | Poszt | Név              | Születési dátum (Kor)          | Vál. | Klub                |
| ---- | ----- | ---------------- | ------------------------------ | ---- | ------------------- |
| 1    | K     | Jan Stejskal     | 1962. január 15. (28 éves)     |      | AC Sparta Praha     |
| 2    | V     | Július Bielik    | 1962. március 8. (28 éves)     |      | AC Sparta Praha     |
| 3    | V     | Miroslav Kadlec  | 1964. június 22. (25 éves)     |      | TJ Vítkovice        |
| 4    | KP    | Ivan Hašek       | 1963. szeptember 6. (26 éves)  |      | AC Sparta Praha     |
| 5    | V     | Ján Kocian       | 1958. március 13. (32 éves)    |      | St. Pauli           |
| 6    | V     | František Straka | 1958. május 21. (32 éves)      |      | Borussia M'gladbach |
| 7    | KP    | Michal Bílek     | 1965. április 13. (25 éves)    |      | AC Sparta Praha     |
| 8    | KP    | Jozef Chovanec   | 1960. március 7. (30 éves)     |      | PSV Eindhoven       |
| 9    | KP    | Luboš Kubík      | 1964. január 20. (26 éves)     |      | Fiorentina          |
| 10   | CS    | Tomáš Skuhravý   | 1965. szeptember 7. (24 éves)  |      | AC Sparta Praha     |
| 11   | KP    | Ľubomír Moravčík | 1965. június 22. (24 éves)     |      | Plastika Nitra      |
| 12   | KP    | Peter Fieber     | 1964. május 16. (26 éves)      |      | Dunajská Streda     |
| 13   | KP    | Jiří Němec       | 1966. május 15. (24 éves)      |      | Dukla Praha         |
| 14   | V     | Vladimír Weiss   | 1964. szeptember 22. (25 éves) |      | Inter Bratislava    |
| 15   | V     | Vladimír Kinier  | 1958. április 6. (32 éves)     |      | Slovan Bratislava   |
| 16   | KP    | Viliam Hýravý    | 1962. november 26. (27 éves)   |      | Baník Ostrava       |
| 17   | CS    | Ivo Knoflíček    | 1962. február 23. (28 éves)    |      | St. Pauli           |
| 18   | CS    | Milan Luhový     | 1963. január 1. (27 éves)      |      | Sporting Gijón      |
| 19   | CS    | Stanislav Griga  | 1961. november 4. (28 éves)    |      | Feyenoord           |
| 20   | KP    | Václav Němeček   | 1967. január 25. (23 éves)     |      | AC Sparta Praha     |
| 21   | K     | Luděk Mikloško   | 1961. december 9. (28 éves)    |      | West Ham United     |
| 22   | K     | Peter Palúch     | 1958. február 17. (32 éves)    |      | Plastika Nitra      |

### Olaszország
Szövetségi kapitány: Azeglio Vicini
| Szám | Poszt | Név                 | Születési dátum (Kor)         | Vál. | Klub        |
| ---- | ----- | ------------------- | ----------------------------- | ---- | ----------- |
| 1    | K     | Walter Zenga        | 1960. április 28. (30 éves)   |      | Inter Milan |
| 2    | V     | Franco Baresi       | 1960. május 8. (30 éves)      |      | AC Milan    |
| 3    | V     | Giuseppe Bergomi    | 1963. december 22. (26 éves)  |      | Inter Milan |
| 4    | V     | Luigi De Agostini   | 1961. április 7. (29 éves)    |      | Juventus    |
| 5    | V     | Ciro Ferrara        | 1967. február 11. (23 éves)   |      | SSC Napoli  |
| 6    | V     | Riccardo Ferri      | 1963. augusztus 20. (26 éves) |      | Inter Milan |
| 7    | V     | Paolo Maldini       | 1968. június 26. (21 éves)    |      | AC Milan    |
| 8    | V     | Pietro Vierchowod   | 1959. április 6. (31 éves)    |      | Sampdoria   |
| 9    | KP    | Carlo Ancelotti     | 1959. június 10. (30 éves)    |      | AC Milan    |
| 10   | KP    | Nicola Berti        | 1967. április 14. (23 éves)   |      | Inter Milan |
| 11   | KP    | Fernando De Napoli  | 1964. március 15. (26 éves)   |      | SSC Napoli  |
| 12   | K     | Stefano Tacconi     | 1957. május 13. (33 éves)     |      | Juventus    |
| 13   | KP    | Giuseppe Giannini   | 1964. augusztus 20. (25 éves) |      | Roma        |
| 14   | KP    | Giancarlo Marocchi  | 1965. július 4. (24 éves)     |      | Juventus    |
| 15   | CS    | Roberto Baggio      | 1967. február 18. (23 éves)   |      | Fiorentina  |
| 16   | CS    | Andrea Carnevale    | 1961. január 12. (29 éves)    |      | SSC Napoli  |
| 17   | KP    | Roberto Donadoni    | 1963. szeptember 9. (26 éves) |      | AC Milan    |
| 18   | CS    | Roberto Mancini     | 1964. november 27. (25 éves)  |      | Sampdoria   |
| 19   | CS    | Salvatore Schillaci | 1964. december 1. (25 éves)   |      | Juventus    |
| 20   | CS    | Aldo Serena         | 1960. június 25. (29 éves)    |      | Inter Milan |
| 21   | CS    | Gianluca Vialli     | 1964. július 9. (25 éves)     |      | Sampdoria   |
| 22   | K     | Gianluca Pagliuca   | 1966. december 18. (23 éves)  |      | Sampdoria   |

### Egyesült Államok
Szövetségi kapitány: Bob Gansler
| Szám | Poszt | Név                  | Születési dátum (Kor)          | Vál. | Klub                      |
| ---- | ----- | -------------------- | ------------------------------ | ---- | ------------------------- |
| 1    | K     | Tony Meola           | 1969. február 21. (21 éves)    |      | Brighton & Hove Albion FC |
| 2    | V     | Steve Trittschuh     | 1965. április 24. (25 éves)    |      | Tampa Bay Rowdies         |
| 3    | V     | John Doyle           | 1966. március 16. (24 éves)    |      | S.F. Bay Blackhawks       |
| 4    | V     | Jimmy Banks          | 1964. szeptember 2. (25 éves)  |      | Milwaukee Wave            |
| 5    | V     | Mike Windischmann    | 1965. december 6. (24 éves)    |      | Albany Capitals           |
| 6    | KP    | John Harkes          | 1967. március 8. (23 éves)     |      | Albany Capitals           |
| 7    | KP    | Tab Ramos            | 1966. szeptember 21. (23 éves) |      | Miami Freedom             |
| 8    | KP    | Brian Bliss          | 1965. szeptember 28. (24 éves) |      | Albany Capitals           |
| 9    | CS    | Christopher Sullivan | 1965. április 18. (25 éves)    |      | Rába ETO Győr             |
| 10   | CS    | Peter Vermes         | 1966. november 21. (23 éves)   |      | FC Volendam               |
| 11   | CS    | Eric Wynalda         | 1969. június 9. (20 éves)      |      | S.F. Bay Blackhawks       |
| 12   | KP    | Paul Krumpe          | 1963. március 4. (27 éves)     |      | Chicago Sting             |
| 13   | KP    | Eric Eichmann        | 1965. május 7. (25 éves)       |      | Fort Lauderdale Strikers  |
| 14   | KP    | John Stollmeyer      | 1962. október 25. (27 éves)    |      | Washington Stars          |
| 15   | V     | Desmond Armstrong    | 1964. november 2. (25 éves)    |      | Baltimore Blast           |
| 16   | CS    | Bruce Murray         | 1966. január 25. (24 éves)     |      | Washington Stars          |
| 17   | V     | Marcelo Balboa       | 1967. augusztus 8. (22 éves)   |      | San Diego Sockers         |
| 18   | K     | Kasey Keller         | 1969. augusztus 29. (20 éves)  |      | Portland Timbers          |
| 19   | KP    | Chris Henderson      | 1970. december 11. (19 éves)   |      | UCLA                      |
| 20   | KP    | Paul Caligiuri       | 1964. március 9. (26 éves)     |      | SV Meppen                 |
| 21   | KP    | Neil Covone          | 1969. augusztus 31. (20 éves)  |      | Wake Forest University    |
| 22   | K     | David Vanole         | 1963. február 6. (27 éves)     |      | Los Angeles Heat          |

## B csoport

### Argentína
Szövetségi kapitány: Carlos Bilardo
| Szám | Poszt | Név                 | Születési dátum (Kor)        | Vál. | Klub                |
| ---- | ----- | ------------------- | ---------------------------- | ---- | ------------------- |
| 1    | K     | Nery Pumpido*       | 1957. július 30. (32 éves)   |      | Real Betis          |
| *1   | K     | Ángel Comizzo       | 1962. április 27. (28 éves)  |      | River Plate         |
| 2    | KP    | Sergio Batista      | 1962. november 9. (27 éves)  |      | River Plate         |
| 3    | CS    | Abel Balbo          | 1966. június 1. (24 éves)    |      | Udinese             |
| 4    | KP    | José Basualdo       | 1963. június 20. (26 éves)   |      | Stuttgart           |
| 5    | V     | Edgardo Bauza       | 1958. január 26. (32 éves)   |      | Veracruz            |
| 6    | KP    | Gabriel Calderón    | 1960. február 7. (30 éves)   |      | Paris Saint-Germain |
| 7    | KP    | Jorge Burruchaga    | 1962. október 9. (27 éves)   |      | Nantes              |
| 8    | CS    | Claudio Caniggia    | 1967. január 9. (23 éves)    |      | Atalanta            |
| 9    | CS    | Gustavo Dezotti     | 1964. február 14. (26 éves)  |      | Cremonese           |
| 10   | KP    | Diego Maradona      | 1960. október 30. (29 éves)  |      | SSC Napoli          |
| 11   | V     | Néstor Fabbri       | 1968. április 29. (22 éves)  |      | Racing Club         |
| 12   | K     | Sergio Goycochea    | 1963. október 17. (26 éves)  |      | Millonarios         |
| 13   | V     | Néstor Lorenzo      | 1966. február 28. (24 éves)  |      | Bari                |
| 14   | KP    | Ricardo Giusti      | 1956. december 11. (33 éves) |      | Independiente       |
| 15   | V     | Pedro Monzón        | 1962. február 23. (28 éves)  |      | Independiente       |
| 16   | KP    | Julio Olarticoechea | 1958. október 18. (31 éves)  |      | Racing Club         |
| 17   | V     | Roberto Sensini     | 1966. október 12. (23 éves)  |      | Udinese             |
| 18   | V     | José Serrizuela     | 1962. június 16. (27 éves)   |      | River Plate         |
| 19   | V     | Oscar Ruggeri       | 1962. január 26. (28 éves)   |      | Real Madrid         |
| 20   | V     | Juan Simón          | 1960. március 2. (30 éves)   |      | Boca Juniors        |
| 21   | KP    | Pedro Troglio       | 1965. július 28. (24 éves)   |      | Lazio               |
| 22   | K     | Fabián Cancelarich  | 1965. december 20. (24 éves) |      | Ferro Carril Oeste  |

 *Mivel Pumpido sípcsontörést szenvedett, az argentin csapat jogosult volt kicserélni a kapusát. Comizzo csatlakozott a csapathoz, mint harmadik kapus, de nem jutott játékhoz.

### Kamerun
Szövetségi kapitány:  Valerij Nyepomnyjascsij
| Szám | Poszt | Név                 | Születési dátum (Kor)          | Vál. | Klub               |
| ---- | ----- | ------------------- | ------------------------------ | ---- | ------------------ |
| 1    | K     | Joseph-Antoine Bell | 1954. október 8. (35 éves)     |      | Girondins Bordeaux |
| 2    | KP    | André Kana-Biyik    | 1965. szeptember 1. (24 éves)  |      | Metz               |
| 3    | V     | Jules Onana         | 1964. június 12. (25 éves)     |      | Canon Yaoundé      |
| 4    | V     | Benjamin Massing    | 1962. június 20. (27 éves)     |      | Créteil            |
| 5    | V     | Bertin Ebwellé      | 1962. szeptember 11. (27 éves) |      | Tonnerre Yaoundé   |
| 6    | V     | Emmanuel Kundé      | 1956. július 15. (33 éves)     |      | Prevoyance Yaoundé |
| 7    | CS    | François Omam-Biyik | 1966. május 21. (24 éves)      |      | Stade Lavallois    |
| 8    | KP    | Émile Mbouh         | 1966. május 30. (24 éves)      |      | Le Havre           |
| 9    | CS    | Roger Milla         | 1952. május 20. (38 éves)      |      | JS Saint-Pierroise |
| 10   | CS    | Louis-Paul M’Fédé   | 1962. február 26. (28 éves)    |      | Canon Yaoundé      |
| 11   | CS    | Eugéne Ekéké        | 1960. május 30. (30 éves)      |      | Valenciennes       |
| 12   | V     | Alphonse Yombi      | 1969. június 30. (20 éves)     |      | Canon Yaoundé      |
| 13   | KP    | Jean-Claude Pagal   | 1964. szeptember 15. (25 éves) |      | La Roche Vendée    |
| 14   | V     | Stephen Tataw       | 1963. március 31. (27 éves)    |      | Tonnerre Yaoundé   |
| 15   | KP    | Thomas Libiih       | 1967. november 17. (22 éves)   |      | Tonnerre Yaoundé   |
| 16   | K     | Thomas N’Kono       | 1956. július 20. (33 éves)     |      | Espanyol           |
| 17   | V     | Victor Ndip         | 1967. augusztus 20. (22 éves)  |      | Canon Yaounde      |
| 18   | CS    | Bonaventure Djonkep | 1961. augusztus 20. (28 éves)  |      | Union Douala       |
| 19   | KP    | Roger Feutmba       | 1968. október 31. (21 éves)    |      | Union Douala       |
| 20   | KP    | Cyrille Makanaky    | 1965. június 28. (24 éves)     |      | Toulon             |
| 21   | KP    | Emmanuel Maboang    | 1968. november 27. (21 éves)   |      | Canon Yaoundé      |
| 22   | K     | Jacques Songo’o     | 1964. március 17. (26 éves)    |      | Toulon             |

### Románia
Szövetségi kapitány: Jenei Imre
| Szám | Poszt | Név              | Születési dátum (Kor)          | Vál. | Klub                  |
| ---- | ----- | ---------------- | ------------------------------ | ---- | --------------------- |
| 1    | K     | Silviu Lung      | 1956. szeptember 9. (33 éves)  |      | FC Steaua București   |
| 2    | V     | Mircea Rednic    | 1962. április 9. (28 éves)     |      | Dinamo București      |
| 3    | V     | Michael Klein    | 1959. október 10. (30 éves)    |      | Dinamo Bucureşti      |
| 4    | V     | Ioan Andone      | 1960. március 15. (30 éves)    |      | Dinamo Bucureşti      |
| 5    | V     | Iosif Rotariu    | 1962. szeptember 27. (27 éves) |      | FC Steaua București   |
| 6    | KP    | Gheorghe Popescu | 1967. október 9. (22 éves)     |      | Universitatea Craiova |
| 7    | CS    | Marius Lăcătuş   | 1964. április 5. (26 éves)     |      | FC Steaua București   |
| 8    | KP    | Ioan Sabău       | 1968. február 12. (22 éves)    |      | Dinamo Bucureşti      |
| 9    | CS    | Rodion Cămătaru  | 1958. június 22. (31 éves)     |      | Sporting Charleroi    |
| 10   | KP    | Gheorghe Hagi    | 1965. február 5. (25 éves)     |      | FC Steaua București   |
| 11   | CS    | Dănuţ Lupu       | 1967. február 27. (23 éves)    |      | Dinamo Bucureşti      |
| 12   | K     | Bogdan Stelea    | 1967. december 5. (22 éves)    |      | Dinamo Bucureşti      |
| 13   | V     | Adrian Popescu   | 1960. június 26. (29 éves)     |      | Universitatea Craiova |
| 14   | CS    | Florin Răducioiu | 1970. március 17. (20 éves)    |      | Dinamo Bucureşti      |
| 15   | KP    | Dorin Mateuţ     | 1965. augusztus 5. (24 éves)   |      | Dinamo Bucureşti      |
| 16   | CS    | Daniel Timofte   | 1967. október 1. (22 éves)     |      | Dinamo Bucureşti      |
| 17   | KP    | Ilie Dumitrescu  | 1969. január 6. (21 éves)      |      | FC Steaua București   |
| 18   | CS    | Gavril Balint    | 1963. január 3. (27 éves)      |      | FC Steaua București   |
| 19   | V     | Emil Săndoi      | 1965. március 1. (25 éves)     |      | Universitatea Craiova |
| 20   | KP    | Muzsnay Zsolt    | 1965. augusztus 20. (24 éves)  |      | FC Steaua București   |
| 21   | KP    | Ioan Lupescu     | 1968. december 9. (21 éves)    |      | Dinamo Bucureşti      |
| 22   | K     | Gheorghe Liliac  | 1956. április 22. (34 éves)    |      | Petrolul Ploiești     |

### Szovjetunió
Szövetségi kapitány: Valerij Lobanovszkij
| Szám | Poszt | Név                   | Születési dátum (Kor)          | Vál. | Klub              |
| ---- | ----- | --------------------- | ------------------------------ | ---- | ----------------- |
| 1    | K     | Rinat Daszajev        | 1957. június 13. (32 éves)     | 90   | Sevilla           |
| 2    | V     | Volodimir Bezszonov   | 1958. március 5. (32 éves)     | 77   | Gyinamo Kijev     |
| 3    | V     | Vagiz Higyijatullin   | 1959. március 3. (31 éves)     | 55   | Toulouse          |
| 4    | V     | Oleg Kuznyecov        | 1963. március 22. (27 éves)    | 49   | Gyinamo Kijev     |
| 5    | V     | Anatolij Gyemjanyenko | 1959. február 19. (31 éves)    | 79   | Gyinamo Kijev     |
| 6    | KP    | Vaszil Rac            | 1961. március 25. (29 éves)    | 46   | Gyinamo Kijev     |
| 7    | KP    | Szjarhej Alejnyikav   | 1961. november 7. (28 éves)    | 61   | Juventus          |
| 8    | KP    | Hennagyij Litovcsenko | 1963. szeptember 11. (26 éves) | 54   | Gyinamo Kijev     |
| 9    | KP    | Olekszandr Zavarov    | 1961. április 20. (29 éves)    | 38   | Juventus          |
| 10   | CS    | Oleh Protaszov        | 1964. február 4. (26 éves)     | 60   | Gyinamo Kijev     |
| 11   | CS    | Igor Dobrovolszkij    | 1967. augusztus 27. (22 éves)  | 13   | Gyinamo Moszkva   |
| 12   | CS    | Alekszandr Borogyuk   | 1962. november 30. (27 éves)   | 5    | Schalke 04        |
| 13   | V     | Ahrik Cvejba          | 1966. szeptember 10. (23 éves) | 3    | Gyinamo Kijev     |
| 14   | CS    | Vlagyimir Ljutij      | 1962. április 24. (28 éves)    | 2    | Schalke 04        |
| 15   | KP    | Ivan Jaremcsuk        | 1962. március 19. (28 éves)    | 16   | Gyinamo Kijev     |
| 16   | K     | Viktor Csanov         | 1959. július 21. (30 éves)     | 21   | Gyinamo Kijev     |
| 17   | V     | Andrej Zigmantovics   | 1962. december 2. (27 éves)    | 34   | Gyinamo Minszk    |
| 18   | KP    | Igor Salimov          | 1969. február 2. (21 éves)     | 0    | Szpartak Moszkva  |
| 19   | V     | Szergej Fokin         | 1961. július 26. (28 éves)     | 3    | CSZKA Moszkva     |
| 20   | V     | Szergej Gorlukovics   | 1961. november 18. (28 éves)   | 15   | Borussia Dortmund |
| 21   | KP    | Valerij Brosin        | 1962. október 19. (27 éves)    | 2    | CSZKA Moszkva     |
| 22   | K     | Alekszandr Uvarov     | 1960. január 13. (30 éves)     | 1    | Gyinamo Moszkva   |

## C csoport

### Brazília
Szövetségi kapitány: Sebastião Lazaroni
| Szám | Poszt | Név              | Születési dátum (Kor)          | Vál. | Klub             |
| ---- | ----- | ---------------- | ------------------------------ | ---- | ---------------- |
| 1    | K     | Cláudio Taffarel | 1966. május 8. (24 éves)       |      | Internacional    |
| 2    | V     | Jorginho         | 1964. augusztus 17. (25 éves)  |      | Bayer Leverkusen |
| 3    | V     | Ricardo Gomes    | 1964. december 13. (25 éves)   |      | Benfica          |
| 4    | KP    | Dunga            | 1963. október 31. (26 éves)    |      | Fiorentina       |
| 5    | KP    | Alemão           | 1961. november 22. (28 éves)   |      | SSC Napoli       |
| 6    | V     | Branco           | 1964. április 4. (26 éves)     |      | Porto            |
| 7    | KP    | Bismarck         | 1969. szeptember 11. (20 éves) |      | Vasco da Gama    |
| 8    | KP    | Valdo            | 1964. január 12. (26 éves)     |      | Benfica          |
| 9    | CS    | Careca           | 1960. október 5. (29 éves)     |      | SSC Napoli       |
| 10   | KP    | Silas            | 1965. augusztus 27. (24 éves)  |      | Sporting         |
| 11   | CS    | Romário          | 1966. január 29. (24 éves)     |      | PSV Eindhoven    |
| 12   | K     | Acácio           | 1959. január 20. (31 éves)     |      | Vasco da Gama    |
| 13   | V     | Mozer            | 1960. szeptember 19. (29 éves) |      | Marseille        |
| 14   | V     | Aldair           | 1965. november 30. (24 éves)   |      | Benfica          |
| 15   | CS    | Müller           | 1966. január 31. (24 éves)     |      | Torino           |
| 16   | CS    | Bebeto           | 1964. február 16. (26 éves)    |      | Vasco da Gama    |
| 17   | CS    | Renato Gaúcho    | 1962. szeptember 9. (27 éves)  |      | Flamengo         |
| 18   | KP    | Mazinho          | 1966. április 8. (24 éves)     |      | Vasco da Gama    |
| 19   | V     | Ricardo Rocha    | 1962. szeptember 11. (27 éves) |      | São Paulo        |
| 20   | KP    | Tita             | 1958. április 1. (32 éves)     |      | Vasco da Gama    |
| 21   | V     | Mauro Galvão     | 1961. december 19. (28 éves)   |      | Botafogo         |
| 22   | K     | Zé Carlos        | 1962. február 7. (28 éves)     |      | Flamengo         |

### Costa Rica
Szövetségi kapitány:  Bora Milutinović
| Szám | Poszt | Név                 | Születési dátum (Kor)         | Vál. | Klub                 |
| ---- | ----- | ------------------- | ----------------------------- | ---- | -------------------- |
| 1    | K     | Luis Gabelo Conejo  | 1960. január 1. (30 éves)     |      | AD Ramonense         |
| 2    | V     | Vladimir Quesada    | 1966. május 12. (24 éves)     |      | Deportivo Saprissa   |
| 3    | V     | Róger Flores        | 1959. május 26. (31 éves)     |      | Deportivo Saprissa   |
| 4    | V     | Rónald González     | 1970. augusztus 8. (19 éves)  |      | Deportivo Saprissa   |
| 5    | V     | Marvin Obando       | 1960. április 4. (30 éves)    |      | CS Herediano         |
| 6    | KP    | José Carlos Chaves  | 1958. szeptember 3. (31 éves) |      | LD Alajuelense       |
| 7    | CS    | Hernán Medford      | 1968. május 23. (22 éves)     |      | Deportivo Saprissa   |
| 8    | KP    | Germán Chavarría    | 1958. március 19. (32 éves)   |      | CS Herediano         |
| 9    | CS    | Alexandre Guimarães | 1959. november 7. (30 éves)   |      | Deportivo Saprissa   |
| 10   | KP    | Óscar Ramírez       | 1964. december 8. (25 éves)   |      | LD Alajuelense       |
| 11   | CS    | Claudio Jara        | 1959. május 6. (31 éves)      |      | CS Herediano         |
| 12   | KP    | Róger Gómez         | 1965. február 7. (25 éves)    |      | CS Cartaginés        |
| 13   | V     | Miguel Davis        | 1966. június 18. (23 éves)    |      | LD Alajuelense       |
| 14   | KP    | Juan Cayasso        | 1961. június 24. (28 éves)    |      | Deportivo Saprissa   |
| 15   | V     | Rónald Marín        | 1962. november 2. (27 éves)   |      | CS Herediano         |
| 16   | KP    | José Jaikel         | 1966. április 3. (24 éves)    |      | Deportivo Saprissa   |
| 17   | CS    | Roy Myers           | 1969. április 13. (21 éves)   |      | Deportiva Limonense  |
| 18   | V     | Geovanny Jara       | 1969. július 2. (20 éves)     |      | CS Herediano         |
| 19   | KP    | Héctor Marchena     | 1965. január 4. (25 éves)     |      | CS Cartaginés        |
| 20   | V     | Mauricio Montero    | 1963. október 19. (26 éves)   |      | LD Alajuelense       |
| 21   | K     | Hermidio Barrantes  | 1964. szeptember 2. (25 éves) |      | Deportivo Puntarenas |
| 22   | K     | Miguel Segura       | 1963. szeptember 2. (26 éves) |      | Deportivo Saprissa   |

### Skócia
Szövetségi kapitány: Andy Roxburgh
| Szám | Poszt | Név              | Születési dátum (Kor)          | Vál. | Klub              |
| ---- | ----- | ---------------- | ------------------------------ | ---- | ----------------- |
| 1    | K     | Jim Leighton     | 1958. július 24. (31 éves)     | 55   | Manchester United |
| 2    | V     | Alex McLeish     | 1959. január 21. (31 éves)     | 69   | Aberdeen          |
| 3    | KP    | Roy Aitken       | 1958. november 24. (31 éves)   | 53   | Newcastle United  |
| 4    | V     | Richard Gough    | 1962. április 5. (28 éves)     | 49   | Rangers           |
| 5    | KP    | Paul McStay      | 1964. október 22. (25 éves)    | 46   | Celtic            |
| 6    | V     | Maurice Malpas   | 1962. augusztus 3. (27 éves)   | 34   | Dundee United     |
| 7    | CS    | Mo Johnston      | 1963. április 13. (27 éves)    | 33   | Rangers           |
| 8    | KP    | Jim Bett         | 1959. november 25. (30 éves)   | 24   | Aberdeen          |
| 9    | CS    | Ally McCoist     | 1962. szeptember 24. (27 éves) | 23   | Rangers           |
| 10   | KP    | Murdo MacLeod    | 1958. szeptember 24. (31 éves) | 14   | Borussia Dortmund |
| 11   | V     | Gary Gillespie   | 1960. július 5. (29 éves)      | 11   | Liverpool         |
| 12   | K     | Andy Goram       | 1964. április 13. (26 éves)    | 9    | Hibernian         |
| 13   | CS    | Gordon Durie     | 1965. december 6. (24 éves)    | 6    | Chelsea           |
| 14   | CS    | Alan McInally    | 1963. február 10. (27 éves)    | 7    | Bayern München    |
| 15   | V     | Craig Levein     | 1964. október 22. (25 éves)    | 5    | Hearts            |
| 16   | KP    | Stuart McCall    | 1964. június 10. (25 éves)     | 5    | Everton           |
| 17   | V     | Stewart McKimmie | 1962. október 27. (27 éves)    | 4    | Aberdeen          |
| 18   | KP    | John Collins     | 1968. január 31. (22 éves)     | 4    | Hibernian         |
| 19   | V     | Dave McPherson   | 1964. január 28. (26 éves)     | 4    | Hearts            |
| 20   | KP    | Gary McAllister  | 1964. december 25. (25 éves)   | 3    | Leicester City    |
| 21   | KP    | Robert Fleck     | 1965. augusztus 11. (24 éves)  | 1    | Norwich City      |
| 22   | K     | Bryan Gunn       | 1963. december 22. (26 éves)   | 1    | Norwich City      |

### Svédország
Szövetségi kapitány: Olle Nordin
| Szám | Poszt | Név               | Születési dátum (Kor)          | Vál. | Klub                |
| ---- | ----- | ----------------- | ------------------------------ | ---- | ------------------- |
| 1    | K     | Sven Andersson    | 1963. október 6. (26 éves)     |      | Örgryte             |
| 2    | V     | Jan Eriksson      | 1967. augusztus 24. (22 éves)  |      | AIK                 |
| 3    | V     | Glenn Hysén       | 1959. október 30. (30 éves)    |      | Liverpool           |
| 4    | V     | Peter Larsson     | 1961. március 8. (29 éves)     |      | Ajax                |
| 5    | V     | Roger Ljung       | 1966. január 8. (24 éves)      |      | Young Boys          |
| 6    | V     | Roland Nilsson    | 1963. november 27. (26 éves)   |      | Sheffield Wednesday |
| 7    | V     | Niklas Nyhlén     | 1966. március 21. (24 éves)    |      | Malmö               |
| 8    | V     | Stefan Schwarz    | 1969. április 18. (21 éves)    |      | Malmö               |
| 9    | KP    | Leif Engqvist     | 1962. július 30. (27 éves)     |      | Malmö               |
| 10   | KP    | Klas Ingesson     | 1968. augusztus 20. (21 éves)  |      | Gothenburg          |
| 11   | KP    | Ulrik Jansson     | 1968. február 2. (22 éves)     |      | Östers              |
| 12   | K     | Lars Eriksson     | 1965. szeptember 21. (24 éves) |      | Norrköping          |
| 13   | KP    | Anders Limpar     | 1965. szeptember 24. (24 éves) |      | Cremonese           |
| 14   | KP    | Joakim Nilsson    | 1966. március 31. (24 éves)    |      | Malmö               |
| 15   | KP    | Glenn Strömberg   | 1960. január 5. (30 éves)      |      | Atalanta            |
| 16   | KP    | Jonas Thern       | 1967. március 20. (23 éves)    |      | Benfica             |
| 17   | CS    | Tomas Brolin      | 1969. november 29. (20 éves)   |      | Norrköping          |
| 18   | CS    | Johnny Ekström    | 1965. március 5. (25 éves)     |      | Cannes              |
| 19   | KP    | Mats Gren         | 1963. december 20. (26 éves)   |      | Grasshopper-Club    |
| 20   | CS    | Mats Magnusson    | 1963. július 10. (26 éves)     |      | Benfica             |
| 21   | CS    | Stefan Pettersson | 1963. március 22. (27 éves)    |      | Ajax                |
| 22   | K     | Thomas Ravelli    | 1959. augusztus 13. (30 éves)  |      | Göteborg            |

## D csoport

### Kolumbia
Szövetségi kapitány: Francisco Maturana
| Szám | Poszt | Név                   | Születési dátum (Kor)          | Vál. | Klub                   |
| ---- | ----- | --------------------- | ------------------------------ | ---- | ---------------------- |
| 1    | K     | René Higuita          | 1966. augusztus 27. (23 éves)  |      | Atlético Nacional      |
| 2    | V     | Andrés Escobar        | 1967. március 13. (23 éves)    |      | Young Boys             |
| 3    | V     | Gildardo Gómez        | 1963. október 13. (26 éves)    |      | Atlético Nacional      |
| 4    | V     | Luis Fernando Herrera | 1962. június 12. (27 éves)     |      | Atlético Nacional      |
| 5    | V     | León Villa            | 1960. január 12. (30 éves)     |      | Atlético Nacional      |
| 6    | V     | José Ricardo Pérez    | 1963. október 24. (26 éves)    |      | Atlético Nacional      |
| 7    | CS    | Carlos Estrada        | 1961. november 1. (28 éves)    |      | Millonarios            |
| 8    | KP    | Gabriel Gómez         | 1959. december 8. (30 éves)    |      | Independiente Medellín |
| 9    | CS    | Miguel Guerrero       | 1967. szeptember 7. (22 éves)  |      | América de Cali        |
| 10   | KP    | Carlos Valderrama     | 1961. szeptember 2. (28 éves)  |      | Montpellier            |
| 11   | KP    | Bernardo Redín        | 1963. február 26. (27 éves)    |      | Deportivo Cali         |
| 12   | K     | Eduardo Niño          | 1967. augusztus 8. (22 éves)   |      | Independiente Santa Fe |
| 13   | V     | Carlos Hoyos          | 1962. február 28. (28 éves)    |      | Atlético Junior        |
| 14   | KP    | Leonel Álvarez        | 1965. július 29. (24 éves)     |      | Atlético Nacional      |
| 15   | V     | Luis Carlos Perea     | 1963. december 29. (26 éves)   |      | Atlético Nacional      |
| 16   | CS    | Arnoldo Iguarán       | 1957. január 18. (33 éves)     |      | Millonarios            |
| 17   | V     | Geovanis Cassiani     | 1970. január 10. (20 éves)     |      | Millonarios            |
| 18   | V     | Wilmer Cabrera        | 1967. szeptember 15. (22 éves) |      | América de Cali        |
| 19   | KP    | Freddy Rincón         | 1966. augusztus 14. (23 éves)  |      | América de Cali        |
| 20   | KP    | Luis Fajardo          | 1963. augusztus 18. (26 éves)  |      | Atlético Nacional      |
| 21   | V     | Alexis Mendoza        | 1961. november 8. (28 éves)    |      | Atlético Junior        |
| 22   | CS    | Rubén Darío Hernández | 1965. február 19. (25 éves)    |      | Millonarios            |

### Arab Emírségek
Szövetségi kapitány:  Carlos Alberto Parreira
| Szám | Poszt | Név                     | Születési dátum (Kor)          | Vál. | Klub      |
| ---- | ----- | ----------------------- | ------------------------------ | ---- | --------- |
| 1    | K     | Abdullah Músza          | 1958. március 2. (32 éves)     |      | al-Ahli   |
| 2    | V     | Halíl Gánim             | 1964. november 12. (25 éves)   |      | al-Halíj  |
| 3    | KP    | Ali Thani               | 1968. augusztus 18. (21 éves)  |      | as-Sárkat |
| 4    | V     | Mubárak Gánim           | 1963. szeptember 3. (26 éves)  |      | al-Halíj  |
| 5    | KP    | Abduálla Szultán        | 1963. október 1. (26 éves)     |      | al-Halíj  |
| 6    | V     | Abd ar-Rahmán Mohamed   | 1963. október 1. (26 éves)     |      | en-Naszr  |
| 7    | CS    | Fahad Hamísz            | 1962. január 24. (28 éves)     |      | al-Vaszl  |
| 8    | V     | Halíd Iszmáil           | 1965. július 7. (24 éves)      |      | en-Naszr  |
| 9    | CS    | Abd al-Azíz Mohamed     | 1965. december 12. (24 éves)   |      | as-Sárkat |
| 10   | KP    | Adnán at-Taljáni        | 1964. október 1. (25 éves)     |      | as-Sáb    |
| 11   | CS    | Zuhír Bahít             | 1967. július 13. (22 éves)     |      | al-Vaszl  |
| 12   | CS    | Huszajn Gulúm           | 1969. szeptember 24. (20 éves) |      | as-Sárkat |
| 13   | KP    | Haszan Mohamed          | 1962. augusztus 23. (27 éves)  |      | al-Vaszl  |
| 14   | KP    | Nászir Hamísz           | 1965. augusztus 2. (24 éves)   |      | al-Vaszl  |
| 15   | V     | Ibrahim Mír             | 1967. július 16. (22 éves)     |      | as-Sárkat |
| 16   | V     | Mohamed Szalím          | 1968. január 13. (22 éves)     |      | al-Ahli   |
| 17   | K     | Muhszin Muszabáh        | 1964. október 1. (25 éves)     |      | as-Sárkat |
| 18   | CS    | Fahad Abd ar-Rahmán     | 1962. október 10. (27 éves)    |      | al-Vaszl  |
| 19   | V     | Eísza Mír               | 1967. július 16. (22 éves)     |      | as-Sárkat |
| 20   | V     | Juszuf Huszajn          | 1965. július 8. (24 éves)      |      | as-Sárkat |
| 21   | V     | Abd ar-Rahmán al-Haddád | 1966. március 23. (24 éves)    |      | as-Sárkat |
| 22   | K     | Abd al-Kádir Haszan     | 1962. április 15. (28 éves)    |      | as-Sáb    |

### NSZK
Szövetségi kapitány: Franz Beckenbauer
| Szám | Poszt | Név               | Születési dátum (Kor)          | Vál. | Klub                |
| ---- | ----- | ----------------- | ------------------------------ | ---- | ------------------- |
| 1    | K     | Bodo Illgner      | 1967. április 7. (23 éves)     |      | FC Köln             |
| 2    | V     | Stefan Reuter     | 1966. október 16. (23 éves)    |      | Bayern München      |
| 3    | V     | Andreas Brehme    | 1960. november 9. (29 éves)    |      | Inter Milan         |
| 4    | V     | Jürgen Kohler     | 1965. október 6. (24 éves)     |      | Bayern München      |
| 5    | V     | Klaus Augenthaler | 1957. szeptember 26. (32 éves) |      | Bayern München      |
| 6    | V     | Guido Buchwald    | 1961. január 24. (29 éves)     |      | Stuttgart           |
| 7    | KP    | Pierre Littbarski | 1960. április 16. (30 éves)    |      | FC Köln             |
| 8    | KP    | Thomas Häßler     | 1966. május 30. (24 éves)      |      | FC Köln             |
| 9    | CS    | Rudi Völler       | 1960. április 13. (30 éves)    |      | AS Roma             |
| 10   | KP    | Lothar Matthäus   | 1961. március 21. (29 éves)    |      | Inter Milan         |
| 11   | CS    | Frank Mill        | 1958. július 23. (31 éves)     |      | Borussia Dortmund   |
| 12   | K     | Raimond Aumann    | 1963. október 12. (26 éves)    |      | Bayern München      |
| 13   | CS    | Karl-Heinz Riedle | 1965. szeptember 16. (24 éves) |      | Werder Bremen       |
| 14   | V     | Thomas Berthold   | 1964. november 12. (25 éves)   |      | AS Roma             |
| 15   | KP    | Uwe Bein          | 1960. szeptember 26. (29 éves) |      | Eintracht Frankfurt |
| 16   | V     | Paul Steiner      | 1957. január 23. (33 éves)     |      | FC Köln             |
| 17   | KP    | Andreas Möller    | 1967. szeptember 2. (22 éves)  |      | Borussia Dortmund   |
| 18   | CS    | Jürgen Klinsmann  | 1964. július 30. (25 éves)     |      | Inter Milan         |
| 19   | KP    | Hans Pflügler     | 1960. március 27. (30 éves)    |      | Bayern München      |
| 20   | KP    | Olaf Thon         | 1966. május 1. (24 éves)       |      | Bayern München      |
| 21   | KP    | Günter Hermann    | 1960. december 5. (29 éves)    |      | Werder Bremen       |
| 22   | K     | Andreas Köpke     | 1962. március 12. (28 éves)    |      | Nürnberg            |

### Jugoszlávia
Szövetségi kapitány: Ivica Osim
| Szám | Poszt | Név                   | Születési dátum (Kor)          | Vál. | Klub                |
| ---- | ----- | --------------------- | ------------------------------ | ---- | ------------------- |
| 1    | K     | Tomislav Ivković      | 1960. augusztus 11. (29 éves)  |      | Sporting            |
| 2    | V     | Vujadin Sztanojkovics | 1963. szeptember 10. (26 éves) |      | Partizan Beograd    |
| 3    | V     | Predrag Spasić        | 1965. szeptember 29. (24 éves) |      | Partizan Beograd    |
| 4    | V     | Zoran Vulić           | 1961. október 4. (28 éves)     |      | Mallorca            |
| 5    | V     | Faruk Hadžibegić      | 1957. október 7. (32 éves)     |      | Sochaux             |
| 6    | V     | Davor Jozić           | 1960. szeptember 22. (29 éves) |      | Cesena              |
| 7    | KP    | Dragoljub Brnović     | 1963. november 2. (26 éves)    |      | Metz                |
| 8    | KP    | Safet Sušić           | 1955. április 13. (35 éves)    |      | Paris Saint-Germain |
| 9    | CS    | Darko Pancsev         | 1965. szeptember 7. (24 éves)  |      | Crvena Zvezda       |
| 10   | KP    | Dragan Stojković      | 1965. március 3. (25 éves)     |      | Crvena Zvezda       |
| 11   | CS    | Zlatko Vujović        | 1958. augusztus 26. (31 éves)  |      | Paris Saint-Germain |
| 12   | K     | Fahrudin Omerović     | 1961. augusztus 26. (28 éves)  |      | Partizan Beograd    |
| 13   | KP    | Srečko Katanec        | 1963. július 16. (26 éves)     |      | Sampdoria           |
| 14   | CS    | Alen Bokšić           | 1970. január 21. (20 éves)     |      | Hajduk Split        |
| 15   | KP    | Robert Prosinečki     | 1969. január 12. (21 éves)     |      | Crvena Zvezda       |
| 16   | KP    | Refik Šabanadžović    | 1965. augusztus 2. (24 éves)   |      | Crvena Zvezda       |
| 17   | V     | Robert Jarni          | 1968. október 26. (21 éves)    |      | Hajduk Split        |
| 18   | V     | Mirsad Baljić         | 1962. március 4. (28 éves)     |      | Sion                |
| 19   | CS    | Dejan Savićević       | 1966. szeptember 15. (23 éves) |      | Crvena Zvezda       |
| 20   | CS    | Davor Šuker           | 1968. január 1. (22 éves)      |      | Dinamo Zagreb       |
| 21   | V     | Andrej Panadić        | 1969. március 9. (21 éves)     |      | Dinamo Zagreb       |
| 22   | K     | Dragoje Leković       | 1967. november 21. (22 éves)   |      | Budućnost Titograd  |

## E csoport

### Belgium
Szövetségi kapitány: Guy Thys
| Szám | Poszt | Név                   | Születési dátum (Kor)         | Vál. | Klub           |
| ---- | ----- | --------------------- | ----------------------------- | ---- | -------------- |
| 1    | K     | Michel Preud’homme    | 1959. január 24. (31 éves)    |      | Mechelen       |
| 2    | V     | Eric Gerets           | 1954. május 18. (36 éves)     |      | PSV Eindhoven  |
| 3    | V     | Philippe Albert       | 1967. augusztus 10. (22 éves) |      | Mechelen       |
| 4    | V     | Lei Clijsters         | 1956. november 6. (33 éves)   |      | Mechelen       |
| 5    | KP    | Bruno Versavel        | 1967. augusztus 27. (22 éves) |      | Mechelen       |
| 6    | V     | Marc Emmers           | 1966. február 25. (24 éves)   |      | Mechelen       |
| 7    | V     | Stéphane Demol        | 1966. március 11. (24 éves)   |      | Porto          |
| 8    | KP    | Franky Van der Elst   | 1961. április 30. (29 éves)   |      | Club Brugge    |
| 9    | CS    | Marc Degryse          | 1965. szeptember 4. (24 éves) |      | Anderlecht     |
| 10   | KP    | Enzo Scifo            | 1966. február 19. (24 éves)   |      | Auxerre        |
| 11   | CS    | Jan Ceulemans         | 1957. február 28. (33 éves)   |      | Club Brugge    |
| 12   | K     | Gilbert Bodart        | 1962. szeptember 2. (27 éves) |      | Standard Liège |
| 13   | V     | Georges Grün          | 1962. január 25. (28 éves)    |      | Anderlecht     |
| 14   | CS    | Nico Claesen          | 1962. október 7. (27 éves)    |      | Antwerpen      |
| 15   | KP    | Jean-François De Sart | 1961. december 18. (28 éves)  |      | FC Liège       |
| 16   | V     | Michel De Wolf        | 1958. január 19. (32 éves)    |      | Kortrijk       |
| 17   | V     | Pascal Plovie         | 1965. május 7. (25 éves)      |      | Club Brugge    |
| 18   | KP    | Lorenzo Staelens      | 1964. április 30. (26 éves)   |      | Club Brugge    |
| 19   | CS    | Marc Van Der Linden   | 1964. február 4. (26 éves)    |      | Anderlecht     |
| 20   | K     | Filip De Wilde        | 1964. július 5. (25 éves)     |      | Anderlecht     |
| 21   | CS    | Marc Wilmots          | 1969. február 22. (21 éves)   |      | Mechelen       |
| 22   | KP    | Patrick Vervoort      | 1965. január 17. (25 éves)    |      | Anderlecht     |

### Dél-Korea
Szövetségi kapitány: I Höthek
| Szám | Poszt | Név             | Születési dátum (Kor)       | Vál. | Klub               |
| ---- | ----- | --------------- | --------------------------- | ---- | ------------------ |
| 1    | K     | Kim Phungdzsu   | 1961. október 1. (28 éves)  |      | Daewoo Royals      |
| 2    | V     | Pak Kjonghun    | 1961. január 19. (29 éves)  |      | Posco Atoms        |
| 3    | V     | Cshö Ganghi     | 1959. április 12. (31 éves) |      | Hyundai Horang-I   |
| 4    | V     | Jun Dokjo       | 1961. március 25. (29 éves) |      | Hyundai Horang-I   |
| 5    | V     | Csong Jonghvan  | 1960. február 10. (30 éves) |      | Daewoo Royals      |
| 6    | KP    | I Theho         | 1961. január 29. (29 éves)  |      | Daewoo Royals      |
| 7    | V     | No Szudzsin     | 1962. február 10. (28 éves) |      | Jukong Elephants   |
| 8    | KP    | Csong Hevon     | 1959. július 1. (30 éves)   |      | Daewoo Royals      |
| 9    | CS    | Hvangbo Gvan    | 1965. március 1. (25 éves)  |      | Jukong Elephants   |
| 10   | KP    | I Szangjun      | 1969. április 10. (21 éves) |      | Ilhva Csonma       |
| 11   | CS    | Pjon Bjongdzsu  | 1961. április 26. (29 éves) |      | Hyundai Horang-I   |
| 12   | KP    | I Hungszil      | 1961. július 10. (28 éves)  |      | Posco Atoms        |
| 13   | V     | Csong Dzsongszu | 1961. március 27. (29 éves) |      | Jukong Elephants   |
| 14   | KP    | Cshö Szunho     | 1961. január 10. (29 éves)  |      | Lucky Gold Star    |
| 15   | V     | Cso Minguk      | 1963. július 5. (26 éves)   |      | Lucky Gold Star    |
| 16   | KP    | Kim Dzsuszong   | 1966. január 17. (24 éves)  |      | Daewoo Royals      |
| 17   | V     | Ku Szangbom     | 1964. június 15. (25 éves)  |      | Lucky Gold Star    |
| 18   | CS    | Hvang Szonhong  | 1968. július 14. (21 éves)  |      | Kunkook University |
| 19   | K     | Csong Gidong    | 1961. május 13. (29 éves)   |      | Posco Atoms        |
| 20   | V     | Hong Mjongbo    | 1969. február 12. (21 éves) |      | South University   |
| 21   | K     | Cshö Injong     | 1962. március 5. (28 éves)  |      | Hyundai Horang-I   |
| 22   | KP    | I Jongdzsin     | 1963. október 27. (26 éves) |      | Lucky Gold Star    |

### Spanyolország
Szövetségi kapitány: Luis Suárez
| Szám | Poszt | Név                    | Születési dátum (Kor)          | Vál. | Klub            |
| ---- | ----- | ---------------------- | ------------------------------ | ---- | --------------- |
| 1    | K     | Andoni Zubizarreta     | 1961. október 23. (28 éves)    |      | Barcelona       |
| 2    | V     | Chendo                 | 1961. október 12. (28 éves)    |      | Real Madrid     |
| 3    | V     | Manuel Jiménez         | 1964. január 21. (26 éves)     |      | Sevilla         |
| 4    | V     | Genar Andrinúa         | 1964. május 9. (26 éves)       |      | Athletic Bilbao |
| 5    | V     | Manuel Sanchís         | 1965. május 23. (25 éves)      |      | Real Madrid     |
| 6    | KP    | Rafael Martín Vázquez  | 1965. szeptember 25. (24 éves) |      | Real Madrid     |
| 7    | CS    | Miguel Pardeza         | 1965. február 8. (25 éves)     |      | Real Zaragoza   |
| 8    | V     | Quique                 | 1965. február 2. (25 éves)     |      | Valencia        |
| 9    | CS    | Emilio Butragueño      | 1963. július 22. (26 éves)     |      | Real Madrid     |
| 10   | KP    | Fernando               | 1965. szeptember 11. (24 éves) |      | Valencia        |
| 11   | KP    | Francisco Villarroya   | 1966. augusztus 6. (23 éves)   |      | Real Zaragoza   |
| 12   | V     | Rafael Alkorta         | 1968. szeptember 16. (21 éves) |      | Atletic Bilbao  |
| 13   | K     | Juan Carlos Ablanedo   | 1963. szeptember 2. (26 éves)  |      | Sporting Gijón  |
| 14   | V     | Alberto Górriz         | 1958. február 16. (32 éves)    |      | Real Sociedad   |
| 15   | KP    | Roberto                | 1962. július 5. (27 éves)      |      | Barcelona       |
| 16   | KP    | José Mari Bakero       | 1963. február 11. (27 éves)    |      | Barcelona       |
| 17   | V     | Fernando Hierro        | 1968. március 23. (22 éves)    |      | Real Madrid     |
| 18   | KP    | Rafael Paz             | 1965. augusztus 2. (24 éves)   |      | Sevilla         |
| 19   | CS    | Julio Salinas          | 1962. szeptember 11. (27 éves) |      | Barcelona       |
| 20   | CS    | Manolo                 | 1965. január 17. (25 éves)     |      | Atlético Madrid |
| 21   | KP    | Míchel                 | 1963. március 23. (27 éves)    |      | Real Madrid     |
| 22   | K     | José Manuel Ochotorena | 1961. január 16. (29 éves)     |      | Valencia        |

### Uruguay
Szövetségi kapitány: Óscar Tabárez
| Szám | Poszt | Név                  | Születési dátum (Kor)          | Vál. | Klub                |
| ---- | ----- | -------------------- | ------------------------------ | ---- | ------------------- |
| 1    | K     | Fernando Álvez       | 1959. szeptember 4. (30 éves)  |      | Peñarol             |
| 2    | V     | Nelson Gutiérrez     | 1962. április 13. (28 éves)    |      | Verona              |
| 3    | V     | Hugo de León         | 1958. február 27. (32 éves)    |      | River Plate         |
| 4    | V     | José Oscar Herrera   | 1965. június 17. (24 éves)     |      | Figueres            |
| 5    | KP    | José Perdomo         | 1965. január 5. (25 éves)      |      | Genova              |
| 6    | V     | Alfonso Domínguez    | 1965. szeptember 24. (24 éves) |      | Peñarol             |
| 7    | CS    | Antonio Alzamendi    | 1956. június 7. (34 éves)      |      | CD Logroñés         |
| 8    | KP    | Santiago Ostolaza    | 1962. július 10. (27 éves)     |      | Cruz Azul           |
| 9    | KP    | Enzo Francescoli     | 1961. november 12. (28 éves)   |      | Marseille           |
| 10   | KP    | Rubén Paz            | 1959. augusztus 8. (30 éves)   |      | Genova              |
| 11   | CS    | Rubén Sosa           | 1966. április 25. (24 éves)    |      | Lazio               |
| 12   | K     | Eduardo Pereira      | 1954. március 21. (36 éves)    |      | Independiente       |
| 13   | V     | Felipe Revelez       | 1959. szeptember 30. (30 éves) |      | Nacional Montevideo |
| 14   | V     | José Pintos Saldanha | 1964. március 25. (26 éves)    |      | Nacional Montevideo |
| 15   | KP    | Carlos Correa        | 1968. január 13. (22 éves)     |      | Peñarol             |
| 16   | KP    | Pablo Bengoechea     | 1965. június 27. (24 éves)     |      | Sevilla             |
| 17   | CS    | Sergio Martínez      | 1969. február 15. (21 éves)    |      | Defensor Sporting   |
| 18   | CS    | Carlos Aguilera      | 1964. szeptember 21. (25 éves) |      | Genova              |
| 19   | CS    | Daniel Fonseca       | 1964. szeptember 21. (25 éves) |      | Nacional Montevideo |
| 20   | KP    | Rubén Pereira        | 1968. január 28. (22 éves)     |      | Danubio             |
| 21   | KP    | William Castro       | 1962. május 22. (28 éves)      |      | Nacional Montevideo |
| 22   | K     | Adolfo Zeoli         | 1962. május 2. (28 éves)       |      | Danubio             |

## F csoport

### Egyiptom
Szövetségi kapitány: Mahmoud El-Gohary
| Szám | Poszt | Név               | Születési dátum (Kor)          | Vál. | Klub               |
| ---- | ----- | ----------------- | ------------------------------ | ---- | ------------------ |
| 1    | K     | Ahmed Subajr      | 1960. szeptember 28. (29 éves) |      | el-Ahlí            |
| 2    | V     | Ibrahim Hasszan   | 1966. augusztus 10. (23 éves)  |      | el-Ahlí            |
| 3    | V     | Rabía Jasszín     | 1960. szeptember 7. (29 éves)  |      | el-Ahlí            |
| 4    | V     | Hany Ramzy        | 1969. március 10. (21 éves)    |      | el-Ahlí            |
| 5    | V     | Hesám Jakan       | 1962. augusztus 10. (27 éves)  |      | Zamálek            |
| 6    | V     | Ásraf Kászem      | 1966. július 25. (23 éves)     |      | Zamálek            |
| 7    | CS    | Iszmáil Jússzef   | 1964. június 28. (25 éves)     |      | Zamálek            |
| 8    | KP    | Madzsdi Abdelgáni | 1959. július 27. (30 éves)     |      | Beira-Mar          |
| 9    | CS    | Hoszám Haszan     | 1966. augusztus 10. (23 éves)  |      | el-Ahlí            |
| 10   | KP    | Gamal Abdelhamid  | 1957. november 24. (32 éves)   |      | Zamálek            |
| 11   | CS    | Tárek Szolimán    | 1962. január 24. (28 éves)     |      | Al Masri           |
| 12   | KP    | Táher Ábuzajd     | 1962. április 10. (28 éves)    |      | el-Ahlí            |
| 13   | V     | Áhmed Ramzi       | 1965. október 25. (24 éves)    |      | Zamálek            |
| 14   | KP    | Alaa Majhub       | 1963. január 19. (27 éves)     |      | el-Ahlí            |
| 15   | KP    | Száber Ejd        | 1959. május 1. (31 éves)       |      | Al-Mahala          |
| 16   | KP    | Magdy Tolba       | 1964. február 24. (26 éves)    |      | PAÓK               |
| 17   | CS    | Ajman Savki       | 1962. december 9. (27 éves)    |      | el-Ahlí            |
| 18   | KP    | Oszáma Orábi      | 1962. január 22. (28 éves)     |      | el-Ahlí            |
| 19   | CS    | Adel Abdelrahman  | 1967. december 11. (22 éves)   |      | el-Ahlí            |
| 20   | KP    | Áhmed El-Kássz    | 1965. július 8. (24 éves)      |      | Olympia Alexandria |
| 21   | K     | Ajman Táher       | 1966. január 7. (24 éves)      |      | Zamálek            |
| 22   | K     | Szábet El-Batal   | 1953. szeptember 16. (36 éves) |      | el-Ahlí            |

### Anglia
Szövetségi kapitány: Bobby Robson
| Szám | Poszt | Név             | Születési dátum (Kor)          | Vál. | Klub                |
| ---- | ----- | --------------- | ------------------------------ | ---- | ------------------- |
| 1    | K     | Peter Shilton   | 1949. szeptember 18. (40 éves) |      | Derby County        |
| 2    | V     | Gary Stevens    | 1963. március 27. (27 éves)    |      | Rangers             |
| 3    | V     | Stuart Pearce   | 1962. április 24. (28 éves)    |      | Nottingham Forest   |
| 4    | KP    | Neil Webb       | 1962. július 30. (27 éves)     |      | Manchester United   |
| 5    | V     | Des Walker      | 1965. november 26. (24 éves)   |      | Nottingham Forest   |
| 6    | V     | Terry Butcher   | 1958. december 28. (31 éves)   |      | Rangers             |
| 7    | KP    | Bryan Robson    | 1957. január 11. (33 éves)     |      | Manchester United   |
| 8    | KP    | Chris Waddle    | 1960. december 14. (29 éves)   |      | Marseille           |
| 9    | CS    | Peter Beardsley | 1961. január 18. (29 éves)     |      | Liverpool           |
| 10   | CS    | Gary Lineker    | 1960. november 30. (29 éves)   |      | Tottenham Hotspur   |
| 11   | KP    | John Barnes     | 1963. november 7. (26 éves)    |      | Liverpool           |
| 12   | V     | Paul Parker     | 1964. április 4. (26 éves)     |      | Queens Park Rangers |
| 13   | K     | Chris Woods     | 1959. november 14. (30 éves)   |      | Rangers             |
| 14   | V     | Mark Wright     | 1963. augusztus 1. (26 éves)   |      | Derby County        |
| 15   | V     | Tony Dorigo     | 1965. december 31. (24 éves)   |      | Chelsea             |
| 16   | KP    | Steve McMahon   | 1961. augusztus 20. (28 éves)  |      | Liverpool           |
| 17   | KP    | David Platt     | 1966. június 10. (23 éves)     |      | Aston Villa         |
| 18   | KP    | Steve Hodge     | 1962. október 25. (27 éves)    |      | Nottingham Forest   |
| 19   | KP    | Paul Gascoigne  | 1967. május 27. (23 éves)      |      | Tottenham Hotspur   |
| 20   | KP    | Trevor Steven   | 1963. szeptember 21. (26 éves) |      | Rangers             |
| 21   | CS    | Steve Bull      | 1965. március 28. (25 éves)    |      | Wolverhampton       |
| *22  | K     | Dave Beasant    | 1959. március 20. (31 éves)    |      | Chelsea             |

* Eredetileg David Seaman volt jelölve, de miután hüvelykujjtörést szenvedett, váltotta Dave Beasant.

### Írország
Szövetségi kapitány:  Jack Charlton
| Szám | Poszt | Név             | Születési dátum (Kor)          | Vál. | Klub                |
| ---- | ----- | --------------- | ------------------------------ | ---- | ------------------- |
| 1    | K     | Packie Bonner   | 1960. május 24. (30 éves)      |      | Celtic              |
| 2    | V     | Chris Morris    | 1963. december 24. (26 éves)   |      | Celtic              |
| 3    | V     | Steve Staunton  | 1969. január 19. (21 éves)     |      | Liverpool           |
| 4    | V     | Mick McCarthy   | 1959. február 7. (31 éves)     |      | Luton Town          |
| 5    | V     | Kevin Moran     | 1956. április 29. (34 éves)    |      | Blackburn Rovers    |
| 6    | KP    | Ronnie Whelan   | 1961. szeptember 25. (28 éves) |      | Liverpool           |
| 7    | KP    | Paul McGrath    | 1959. december 4. (30 éves)    |      | Aston Villa         |
| 8    | KP    | Ray Houghton    | 1962. január 9. (28 éves)      |      | Liverpool           |
| 9    | CS    | John Aldridge   | 1958. szeptember 18. (31 éves) |      | Real Sociedad       |
| 10   | CS    | Tony Cascarino  | 1962. szeptember 1. (27 éves)  |      | Aston Villa         |
| 11   | KP    | Kevin Sheedy    | 1959. október 21. (30 éves)    |      | Everton             |
| 12   | V     | David O'Leary   | 1958. május 2. (32 éves)       |      | Arsenal             |
| 13   | KP    | Andy Townsend   | 1963. július 23. (26 éves)     |      | Norwich City        |
| 14   | V     | Chris Hughton   | 1959. december 11. (30 éves)   |      | Tottenham Hotspur   |
| 15   | CS    | Bernie Slaven   | 1960. november 13. (29 éves)   |      | Middlesbrough       |
| 16   | KP    | John Sheridan   | 1964. október 1. (25 éves)     |      | Sheffield Wednesday |
| 17   | CS    | Niall Quinn     | 1966. október 6. (23 éves)     |      | Manchester City     |
| 18   | CS    | Frank Stapleton | 1956. július 10. (33 éves)     |      | Blackburn Rovers    |
| 19   | CS    | David Kelly     | 1965. november 25. (24 éves)   |      | Leicester City      |
| 20   | V     | John Byrne      | 1961. február 1. (29 éves)     |      | Le Havre            |
| 21   | KP    | Alan McLoughlin | 1967. április 20. (23 éves)    |      | Swindon Town        |
| 22   | K     | Gerry Peyton    | 1956. május 20. (34 éves)      |      | Bournemouth         |

### Hollandia
Szövetségi kapitány: Leo Beenhakker
| Szám | Poszt | Név                | Születési dátum (Kor)          | Vál. | Klub          |
| ---- | ----- | ------------------ | ------------------------------ | ---- | ------------- |
| 1    | K     | Hans van Breukelen | 1956. október 4. (33 éves)     | 52   | PSV Eindhoven |
| 2    | V     | Berry van Aerle    | 1962. december 8. (27 éves)    | 22   | PSV Eindhoven |
| 3    | KP    | Frank Rijkaard     | 1962. szeptember 30. (27 éves) | 42   | AC Milan      |
| 4    | V     | Ronald Koeman      | 1963. március 21. (27 éves)    | 43   | Barcelona     |
| 5    | V     | Adri van Tiggelen  | 1957. június 16. (32 éves)     | 40   | Anderlecht    |
| 6    | KP    | Jan Wouters        | 1960. július 17. (29 éves)     | 30   | Ajax          |
| 7    | KP    | Erwin Koeman       | 1961. szeptember 20. (28 éves) | 23   | Mechelen      |
| 8    | KP    | Gerald Vanenburg   | 1964. március 5. (26 éves)     | 36   | PSV Eindhoven |
| 9    | CS    | Marco van Basten   | 1964. október 31. (25 éves)    | 35   | AC Milan      |
| 10   | KP    | Ruud Gullit        | 1962. szeptember 1. (27 éves)  | 44   | AC Milan      |
| 11   | KP    | Richard Witschge   | 1969. szeptember 20. (20 éves) | 4    | Ajax          |
| 12   | CS    | Wim Kieft          | 1962. november 12. (27 éves)   | 27   | PSV Eindhoven |
| 13   | V     | Graeme Rutjes      | 1960. március 26. (30 éves)    | 7    | Mechelen      |
| 14   | KP    | John van ’t Schip  | 1963. november 30. (26 éves)   | 22   | Ajax          |
| 15   | CS    | Bryan Roy          | 1970. február 12. (20 éves)    | 2    | Ajax          |
| 16   | K     | Joop Hiele         | 1958. december 25. (31 éves)   | 6    | Feyenoord     |
| 17   | CS    | Hans Gillhaus      | 1963. november 5. (26 éves)    | 2    | Aberdeen      |
| 18   | V     | Henk Fraser        | 1966. július 7. (23 éves)      | 2    | Roda JC       |
| 19   | CS    | John van Loen      | 1965. február 4. (25 éves)     | 6    | Roda JC       |
| 20   | KP    | Aron Winter        | 1967. március 1. (23 éves)     | 11   | Ajax          |
| 21   | V     | Danny Blind        | 1961. augusztus 1. (28 éves)   | 5    | Ajax          |
| 22   | K     | Stanley Menzo      | 1963. október 15. (26 éves)    | 1    | Ajax          |